# Balas Chico Fumaça
As Balas Chico Fumaça foi uma guloseima fabricada em Curitiba a partir de 1930 e cuja embalagem continha as figurinhas do Chico Fumaça.